# Петронелль-Карнунтум
Петронелль-Карнунтум (нім. Petronell-Carnuntum) — громада міста Брук-ан-дер-Лайта в Австрії. Відомий своїм щорічним Всесвітнім театральним фестивалем.

## Історія
Село отримало другу половину назви, Карнунтум, від давньоримської легіонерської фортеці та штабу Паннонського флоту з 50 р. н.е., а пізніше велике місто з 50 000 мешканців.

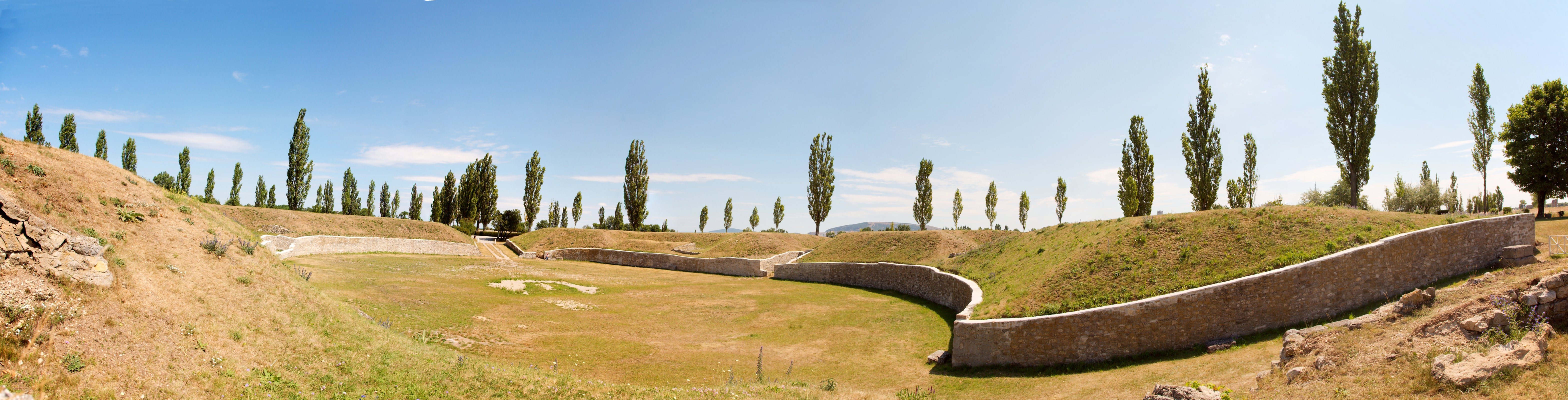
Амфітеатр Карнунтум Зівільштадт

Існує 2000-річний амфітеатр, який був побудований за стінами міста приблизно в кінці 2 століття нашої ери. Спочатку арену оточували стадіони на 13 000 глядачів. У 4 столітті нашої ери був побудований шестикутний басейн, який, як припускають, був купіллю для хрещення, до того часу використання амфітеатру змінилося.

## Географія
Петронелль-Карнунтум знаходиться в районі Індустріфіертель у Нижній Австрії. Близько 26 відсотків муніципалітету вкриті лісами[джерело?]. Розташований на південному березі Дунаю, на південний захід від Гайнбурга на Дунаї.

## Культура
Всесвітній театральний фестиваль Карнунтум (нім. Art Carnuntum Welttheater Festival) проводиться щороку в стародавньому амфітеатрі. Організований Art Carnuntum, культурною організацією, яка прагне підтримувати культурну та філософську спадщину Європи та популяризувати класичну драму як у традиційному, так і в сучасному стилях. Фестиваль був заснований приблизно в 1988 році П'єро Бордіном, який раптово помер у березні 2021 року. Художнім керівником є його дочка Костянтина Бордін. Серед співавторів із Греції – Іріні Паппас, Міхаліс Какогіаніс і Теодорос Терзопулус, а популярний фестиваль став відомим як міжнародний центр античної драми, а також європейської класичної та сучасної музики.
Фестиваль проходив у серпні 2021 року.

## Дивись також
- Карнунтум
- Бурштинова дорога